# Шпрем, Горан
Горан Шпрем (хорв. Goran Šprem; род. 6 июля 1979) — хорватский гандболист, выступавший за клубы «Загреб», «Фленсбург-Хандевитт», «МТ Мельзунген», «Нордхорн» и сборную Хорватии.

## Карьера

### Клубная
Горан Шпрем выступал в Хорватии за клубы «Медвешчак» и «Загреб». В сезоне 2004/05 Шпрем выступал за «Фленсбург-Хандевитт», остаток сезона провёл в «Неттельштадт-Люббекке». В сезоне 2005/06 Горан Шпрем выступал за «Фленсбург-Хандевитт», Шпрем остаток сезона провёл в «МТ Мельзунген». Сезон 2006/07 Горан Шпрем начинал выступать за «МТ Мельзунген», с ноября 2006 года Шпрем выступает в «Нордхорн», за который выступал до 2009 года. В 2009 году Горан Шпрем вернулся в Хорватии, и выступал за клуб «Загреб». С 2011 по 2013 годы выступал за немецкий клуб «Гуммерсбах».

### В сборной
Горан Шпрем выступал за сборную Хорватии. Шпрем сыграл за сборную Хорватии 109 матчей и забросил 277 голов. Олимпийский чемпион 2004 года в составе Хорватии, чемпион мира 2003 года в составе Хорватии.

## Награды
- Олимпийский чемпион: 2004
- Победитель чемпионата Мира: 2003
- Серебряный призёр чемпионата Мира: 2005, 2009
- Обладатель кубка Германии: 2005
- Обладатель кубка ЕГФ: 2008
- Финалист лиги чемпионов ЕГФ: 1998, 1999
- Победитель чемпионата Хорватии: 1997, 1998, 1999, 2000, 2001, 2003, 2004, 2010, 2011
- Обладатель кубка Хорватии: 1997, 1998, 1999, 2000, 2003, 2004, 2010, 2011

## Статистика[3]
Статистика Горана Шпрема
| Сезон   | Клуб     | Лига       | Матчи | Голы   | Голы   | Голы  |
| Сезон   | Клуб     | Лига       | Матчи | С игры | 7-метр | Всего |
| ------- | -------- | ---------- | ----- | ------ | ------ | ----- |
| 2006-07 | Нордхорн | Бундеслига | 23    | 70     | 1      | 69    |
| 2007-08 | Нордхорн | Бундеслига | 32    | 101    | 8      | 93    |
| 2008-09 | Нордхорн | Бундеслига | 30    | 124    | 23     | 101   |